# 釋曇密
釋曇密（1121年—1189年），號混源，浙江天台（今中國浙江省東部天台縣）人，俗姓盧，為南宋臨安府淨慈寺沙門，為禪宗臨濟楊岐派第六代傳人，禪門高僧。

## 生平
曇密法師生即英敏非凡，幼年雖然失怙，但心志高邁。初依止鄉里的資福寺道榮法師出家，窮研佛門教理，十六歲圓滿受持具足戒，大小部戒律嚴守無瑕，精習天台宗教觀綱宗，對於頓漸偏圓之旨瞭如指掌。
有一天嘆道：「教乘之妙無得而稱，但未離於名言終非見性，不若更衣從別傳之學。倘有隙見足快生平。」得知大慧禪師在徑山寺演道，於是前往參禮，又參訪雪巢、一此、庵元等禪師，但都未能啟悟真諦。於是從投教泉南的晦庵彌光禪師，擔任寺裡的維那師，一日聽到彌光禪師舉香擊竹子，豁然契悟，悟後便呈偈請師印證。彌光禪師詰問他未徹之語，他都能對答無滯，禪師便囑咐他說：「子此後方可見大慧也」並將法嗣傳給曇密禪師。
曇密禪師於乾道七年（1171年），駐錫浙江苕溪上方寺，後又歷任紫擇、鴻福、萬年等寺住持，淳熙十一年（1184年），奉旨住持淨慈寺，大弘大慧宗杲臨濟宗楊岐派禪法。曇密禪師圓寂於宋孝宗淳熙十五年十二月十五日（1189年1月3日），建塔供於淨慈寺西北偶。

## 法嗣

### 師長
- 晦庵彌光
- 大慧宗杲

## 著作
- 《混源密和尚語》（《續古尊宿語要》卷5，《卍續藏》68）